# Crocifisso con la Maddalena
Il Crocifisso con la Maddalena è un dipinto a tempera su tela (247x165 cm) di Luca Signorelli, databile al 1502-1505 circa e conservato nella Galleria degli Uffizi a Firenze.

## Storia
L'opera proviene da una collocazione imprecisata ed è inventariata per la prima volta nella Galleria dell'Accademia a Firenze, dove si andavano raccogliendo, tra la fine del XVIII e l'inizio del XIX secolo, tutte le opere d'arte provenienti dalle soppressione di monasteri e  conventi fiorentini. 
L'attribuzione a Signorelli ha subito varie vicissitudini: riferita inizialmente ad Andrea del Castagno (Cavalcaselle e scheda di catalogo del Masselli), nel 1889 venne assegnata ad un allievo di Signorelli dalla Cruttwell, confermata da Adolfo Venturi. Vischer (1879), Berenson, Salmi e la Moriondo la ritennero invece opera autografa, secondo una posizione che è in genere accettata dalla critica moderna. L'opera viene riferita alla fase tarda dell'autore, in cui si nota un certo impoverimento dei valori pittorici, ma con un ancora alto tenore inventivo. 
Durante il restauro del 1953 venne rinvenuto sul retro della tela un disegno di San Girolamo secondo l'iconografia tradizionale, che è stato protetto da una seconda tela che sostiene il dipinto e, all'occorrenza, può essere rimossa per vedere il disegno.

## Descrizione e stile
Sullo sfondo di uno scenografico paesaggio, quasi visionario, con speroni rocciosi davanti a un bianco mare solcato da nubi, si staglia, scuro e monumentale, il Crocifisso, rigidamente frontale, sbalzato anatomicamente e con i segni della Passione ben visibili (il sangue che cola, l'espressione patente di Gesù). Ai suoi piedi la Maddalena inginocchiata allarga le braccia in un gesto di disperazione, anche se il suo volto appare sereno. In basso un teschio con un serpentello è un tipico memento mori frequente ai piedi del Calvario. 
Sullo sfondo, a diverse distanze (non sempre raccordate ottimamente) si trovano scene accessorie: il pentimento di Pietro, la deposizione dalla Croce (impostata come una vera e propria piramide umana) e il trasporto del corpo di Cristo. Amorevole è la cura, in primo piano, nella descrizione dei fiorellini che circondano lo spazio della Croce, evidente tributo alla descrizione analitica fiamminga e al naturalismo scientifico di Leonardo da Vinci. A destra, nel paesaggio, si vede una città con monumenti classici e rovine, tra cui si riconosce una citazione di Castel Sant'Angelo sull'orlo di una rupe.